# Loewy (cràter)

'Loewy és un petit cràter d'impacte que es troba en la vora oriental del Mare Humorum, en la part sud-oest de la cara visible de la Lluna. Es tracta d'una formació inundada de lava situada al sud-oest del cràter més gran, també inundat de lava, Agatàrquides. Al sud-est apareix una formació igualment inundada de lava encara més gran, Hippalus.
|  |

La vora de Loewy està desgastada i erosionada, amb un trencament en el seu costat sud-oest, on la lava va poder haver inundat l'interior des del mar lunar circumdant. La formació no és netament circular, presentant una configuració lleugerament allargada cap al sud-est. Un cràter petit, Loewy A, es localitza al sector nord-est del brocal. El sòl interior és notablement pla i anivellat, gairebé sense trets distintius. Unit a la vora exterior del costat nord es troba Agatàrquides C, un cràter amb forma de bol.

## Cràters satèl·lit
Per convenció aquests elements són identificats en els mapes lunars posant la lletra en el costat del punt mitjà del cràter que està més proper a Loewy.
|       | \| Loewy \| Coordenades \| Diàmetre \| \| ----- \| ------------------------------------ \| -------- \| \| A \| 22° 18′ S, 32° 30′ O / 22.3°S,32.5°O \| 7 km \| \| B \| 23° 12′ S, 32° 54′ O / 23.2°S,32.9°O \| 4 km \| \| G \| 23° 00′ S, 31° 54′ O / 23.0°S,31.9°O \| 5 km \| \| H \| 22° 48′ S, 31° 54′ O / 22.8°S,31.9°O \| 5 km \| |          |
| Loewy | Coordenades | Diàmetre |
| A     | 22° 18′ S, 32° 30′ O / 22.3°S,32.5°O | 7 km     |
| B     | 23° 12′ S, 32° 54′ O / 23.2°S,32.9°O | 4 km     |
| G     | 23° 00′ S, 31° 54′ O / 23.0°S,31.9°O | 5 km     |
| H     | 22° 48′ S, 31° 54′ O / 22.8°S,31.9°O | 5 km     |